# Бенестаре
Бенеста̀ре (на италиански: Benestare) е село и община в Южна Италия, провинция Реджо Калабрия, регион Калабрия. Разположено е на 250 m надморска височина. Населението на общината е 2491 души (към 2012 г.).